# Blossi/810551
Blossi/810551 é um filme de drama islandês de 1997 dirigido e escrito por Júlíus Kemp e Lars Emil Árnason. Foi selecionado como representante da Islândia à edição do Oscar 1998, organizada pela Academia de Artes e Ciências Cinematográficas.

## Elenco
- Páll Banine - Robbi
- Þóra Dungal - Stella
- Finnur Jóhannsson - Ulfur
- Jón Gnarr